# テレパス
「テレパス」は、日本のロックバンドであるヨルシカの楽曲。2023年1月12日にユニバーサルJより、各種音楽配信サービスにてリリースされた。

## 概要
配信作品としては12作目となり、本作は、TVアニメ『大雪海のカイナ』オープニングテーマとして書き下ろされた楽曲であり、n-bunaの「無私の共感はテレパシーたり得る」という発想から誕生した楽曲となっている。
本作のジャケットビジュアルは、ヨルシカの3rdフルアルバム『盗作』のジャケットを手掛けたアートディレクター永戸鉄也が手掛けた。

## 収録内容
| #         | タイトル     | 作詞・作曲・編曲 | 時間 |
| --------- | ------------ | ---------------- | ---- |
| 1.        | 「テレパス」 | n-buna           | 4:53 |
| 合計時間: | 合計時間:    | 合計時間:        | 4:53 |